# 建初 (东汉)
建初（元年：76年 - 末年：84年八月）是东汉章帝刘炟的第一个年号。共计9年。
永平十八年八月汉章帝即位沿用永平年号，次年正月初一（76年2月24日）改元建初。
建初九年八月二十癸酉（84年10月8日），改元元和。

## 纪年
| 建初 | 元年 | 二年 | 三年 | 四年 | 五年 | 六年 | 七年 | 八年 | 九年 |
| ---- | ---- | ---- | ---- | ---- | ---- | ---- | ---- | ---- | ---- |
| 公元 | 76年 | 77年 | 78年 | 79年 | 80年 | 81年 | 82年 | 83年 | 84年 |
| 干支 | 丙子 | 丁丑 | 戊寅 | 己卯 | 庚辰 | 辛巳 | 壬午 | 癸未 | 甲申 |

## 参看
- 中國年號索引
- 其他时期使用的建初年号